# Kevin Macdonald
Kevin Macdonald (ur. 28 października 1967 w Glasgow) – brytyjski reżyser, scenarzysta i producent filmowy, pochodzący ze Szkocji. Odnosi sukcesy zarówno w kinie fabularnym, jak i dokumentalnym.

## Życiorys
Jego dziadkiem ze strony matki był wybitny brytyjski reżyser pochodzenia węgiersko-żydowskiego Emeric Pressburger, któremu Kevin poświęcił monografię pt. Emeric Pressburger: The Life and Death of a Screenwriter, wyróżnioną przez Brytyjski Instytut Filmowy nagrodą dla najlepszej książki o tematyce filmowej roku 1994. Brat Kevina, Andrew Macdonald, jest zaś uznanym producentem filmowym.
Laureat Oscara za najlepszy pełnometrażowy film dokumentalny za Jeden dzień we wrześniu (1999), poświęcony atakowi terrorystycznemu w czasie igrzysk olimpijskich w Monachium w 1972. Jego kolejny dokument, Czekając na Joe (2003), był hitem kinowym i opowiadał o dramatycznym zejściu dwóch brytyjskich alpinistów, Joe Simpsona i Simona Yatesa, ze szczytu Siula Grande w peruwiańskich Andach.
Macdonald sprawdził się nie tylko w filmach dokumentalnych. Jego fabuła o ugandyjskim dyktatorze Idi Aminie pt. Ostatni król Szkocji (2006) przyniosła Forestowi Whitakerowi Oscara dla najlepszego aktora. Obraz, podobnie jak wcześniejszy Czekając na Joe, zdobył również Nagrodę BAFTA dla najlepszego filmu brytyjskiego roku.
Inne filmy dokumentalne Macdonalda to m.in. Dzień z życia (2011), który na podstawie materiałów tysięcy zwykłych ludzi próbuje zobrazować jeden dzień na planecie Ziemia, oraz poświęcone legendom muzycznym Bobowi Marleyomi i Whitney Houston biograficzne filmy Marley (2012) i Whitney (2018). Wśród wyreżyserowanych przez niego fabuł są m.in. kryminał Stan gry (2009) z Russellem Crowe i Benem Affleckiem czy Dziewiąty legion (2011), rozgrywający się w rządzonej przez starożytnych Rzymian Brytanii.
Najświeższy film fabularny Macdonalda to Mauretańczyk (2021) z Taharem Rahimem, Benedictem Cumberbatchem i Jodie Foster w rolach głównych. Jest to prawdziwa historia inżyniera-elektryka Mohamedou Ould Salahiego, który spędził 14 lat w więzieniu w Guantanamo bez postawienia mu konkretnych zarzutów.